# Paraliparis atramentatus
Paraliparis atramentatus är en fiskart som beskrevs av Gilbert och Burke 1912. Paraliparis atramentatus ingår i släktet Paraliparis och familjen Liparidae. IUCN kategoriserar arten globalt som otillräckligt studerad. Inga underarter finns listade i Catalogue of Life.